# IntelliCAD
IntelliCAD - CAD-software (CAD-pakket) en een set API-programmeertools gepubliceerd door het IntelliCAD Technology Consortium ("ITC"). IntelliCAD moet (op sommige niveaus) de basisinterface en functies van AutoDesk's AutoCAD-software emuleren. In tegenstelling tot andere typische CAD-programma's wordt IntelliCAD ITC niet rechtstreeks aan eindgebruikers verkocht. IntelliCAD ITC wordt alleen in licentie gegeven aan leden van het consortium die licentiekosten betalen, in ruil daarvoor toestemming krijgen om de IntelliCAD-technologie in hun producten en ondersteuning te gebruiken, inclusief de introductie en implementatie van technologie in de eindproducten "OEM IntelliCAD" (enz.). Deze producten worden gedistribueerd onder hun eigen handelsmerk en met hun eigen voorwaarden van licentieovereenkomsten voor eindgebruikers.
Het aantal ITC-leden bedraagt ongeveer 50. Veel belangrijke CAD-softwarebedrijven zijn lid van ITC. Intellicad-software die wordt gekenmerkt door een zeer goede compatibiliteit met het AutoCAD DWG-formaat van Autodesk, gebruikt voor tweedimensionaal en driedimensionaal computerondersteund ontwerp.

## IntelliCAD Technology Consortium
IntelliCAD Technology Consortium (IntelliCAD Technology Consortium "ITC") is een non-profit programmeerorganisatie die alle API-toolkits onderhoudt die op de markt beschikbaar zijn voor zijn CAD-interface en IntelliCAD-broncode. ITC neemt ook deel aan de ontwikkeling van geavanceerde integratie van IntelliCAD-code met technologieën van derden. Deze technologieën omvatten de DWGdirect-bibliotheek (nu "Teigha for .dwg-bestanden" genoemd) van de Open Design Alliance (ODA), die bestanden leest en schrijft in de *.dwg" en *.dxf versies van gegevensformaten R2.5 tot 2018, en de kernel voor het modelleren van ACIS 3D solids van Spatial Technology. ITC heeft zijn hoofdkantoor in Portland, Oregon VS.

## IntelliCAD-functionaliteit
Moderne IntelliCAD-toolkits bieden niet alleen goede compatibiliteit met *.dwg, maar hebben ook een reeks opdrachten die vergelijkbaar zijn met de syntaxis en functionaliteit van AutoCAD door Autodesk, Inc.
Net als AutoCAD bieden de producten van IntelliCAD Consortium-leden procedures voor het aanroepen van werkmodi of API's zoals LISP, COM, Visual Basic en SDS (IntelliCAD C/C ++ programmeer-API), waardoor gebruikers complexe aangepaste CAD-applicaties kunnen maken.
Een van de doelen van ITC-ontwikkeling is het verbeteren van de compatibiliteit tussen IntelliCAD en AutoCAD:
- Binair .dwg-bestandsformaat lezen en schrijven met behulp van Open Design Alliance-technologie.
- De syntaxis van opdrachtregelbestanden is vergelijkbaar met AutoCAD, inclusief menubestanden (.MNU) en scriptbestanden (.SCR) (AutoLISP-macrotaal), arceringen, lettertypen en true-type fonts.
- Ontwikkeling en introductie van de DRX-methode vergelijkbaar met AutoCAD ARX.

De toolkit-functies omvatten ook ondersteuning voor complexe lijntypen, tekst met meerdere regels, polylijnen, plotten, auditing en bestandsherstel, ADS-ondersteuning in de meeste toepassingen en tools voor rasterafbeeldingen.

## ITC-geschiedenis
De huidige IntelliCAD is gemaakt als "IntelliCADD", een onafhankelijk programmeerbedrijf AM/FM/GIS (Automated Mapping / Facilities Management / Geographic Information System) in La Mesa, Californië, VS. Een van zijn producten, AutoCAD Data Extension, bood meerdere gebruikers toegang tot dezelfde AutoCAD-tekening of om één tekenpunt te hebben voor items die in andere tekeningen waren opgeslagen. Softdesk, destijds de grootste externe ontwikkelaar van Autodesk, nam het bedrijf in 1994 over en gebruikte de knowhow om in het geheim de AutoCAD-kloon te ontwikkelen. Autodesk ging destijds directe concurrentie aan met Cyco Software (een andere externe Autodesk-partner). Softdesk vreesde dat hem hetzelfde zou kunnen overkomen. Het AutoCAD-kloonproject werd geheim gehouden onder de naam van het "Phoenix" -project.
In december 1996 kondigde Autodesk aan dat het van plan was Softdesk te kopen voor $90 miljoen aan bedrijfsaandelen. Een klacht over de verkoop van IntelliCADD inclusief is ingediend bij de US Federal Trade Commission ("FTC"). Volgens FTC-codenummer C-3756:
Rond juni 1996 zei Softdesk dat het niet langer de financiële capaciteit had om de verdere ontwikkeling en marketing van het IntelliCADD-product te ondersteunen. De hoofdmanager van het team dat het product heeft ontwikkeld, stelde de aankoop van technologie en de oprichting van Boomerang Technology, Inc. voor. ("Boomerang") om het product te verwerven, de ontwikkeling te voltooien en het product op de markt te brengen. Boomerang Inc. onderhandelde met Softdesk over de aankoop van IntelliCADD en wisselde conceptaankoopovereenkomsten uit met Softdesk. Softdesk onderbrak de onderhandelingen echter toen Autodesk ermee instemde om Softdesk over te nemen. Softdesk-vertegenwoordigers vertelden Boomerang dat Softdesk het IntelliCADD-product aan Boomerang zou hebben verkocht als Softdesk door iemand anders dan Autodesk was gekocht, maar het zou het niet aan Boomerang verkopen toen Softdesk door Autodesk werd gekocht ...
Na van de werknemers van het Handelscomité informatie te hebben ontvangen dat de overname van Softdesk door Autodesk bezorgdheid over de concurrentie op de markt voor CAD-motoren voor personal computers opriep, hervatte Softdesk de onderhandelingen met Boomerang en verkocht al zijn rechten op het IntelliCADD-product aan Boomerang in overeenstemming met de overeenkomst voor technologieoverdracht van 21 februari 1997 Op dezelfde dag heeft Boomerang al zijn rechten op het IntelliCADD-product overgedragen en verkocht aan Visio Corporation.
Eind 1996 werd de formele zoektocht naar een nieuwe investeerder voortgezet. Marketingdirecteur Robert Drummer werd doorverwezen naar John Forbes bij Visio Corporation. Bovendien, volgens zijn informatie uit de eerste hand, 'belde hij (John Forbes) een paar uur later en zei dat hij en Jeremy Jaech en Ted Johnson die dag een vliegtuig huurden en een demo aan boord zouden testen. Ze zijn die avond naar San Diego gekomen. ' De kern van het team van negen Softdesk / IntelliCADD-ontwikkelaars verhuisde al snel naar Visio-medewerkers.
In maart 1997 verbood de Federal Trade Commission (FTC) "Autodesk of Softdesk om een IntelliCADD-product of enige entiteit die het product bezit of controleert, opnieuw over te nemen zonder voorafgaande kennisgeving aan de Commissie voor een periode van tien jaar." De FTC heeft Visio toestemming gegeven om Boomerang volledig over te nemen voor $ 6,7 miljoen in dezelfde uitspraak die Autodesk (hierboven) heeft voorkomen.

### Versiegeschiedenis
- IntelliCAD 3 - (IntelliCAD 2001) introduceerde complexe lijntypen, XREF-clipping en de eerste weergave en afdrukken van ACIS 3D-solids door IntelliCAD op 22 mei 2001.

- IntelliCAD 4 - introduceerde volledige ACIS 3D solide modellering.

- IntelliCAD 5 - werkruimten toegevoegd met tabbladen en DWF-bestandsondersteuning in oktober 2004. ITC heeft ook een nieuwe samenwerking met SolidWorks aangekondigd.

- IntelliCAD 6 - in november 2005 toegevoegde True Color-kleurondersteuning (16 miljoen kleuren), ADeko Raster rasterafbeeldingsondersteuningstool, voorvertoning van miniaturen tijdens het bekijken van tekenbestanden, tekenen en bekijken van elementen, WAV-bestanden toevoegen als audionotities.

- IntelliCAD 7 - op 29 oktober 2008. Tijdens de jaarlijkse ITC-bijeenkomst in Athene, Griekenland, werd de eerste testversie van de nieuwe versie aangekondigd. Een van de functies is de volledige vervanging van de oude interne ITC-database en de oude "SDS".

- IntelliCAD 8 - op 13 juni 2014 is Intellicad beschikbaar gemaakt in 64-bits en 32-bits versies van IntelliCAD 8.0 waarmee .dwg-bestanden kunnen worden geopend, opgeslagen en gemaakt, inclusief het nieuwste bestandsformaat 2014. Nieuwe functies zijn onder meer laagstatussen, zoeklaagfilters, laagtransparantie en bevriezing van vensters, aangepast menu. cui-bestanden, snelle selectie, 3D-banen, extra mesh-mogelijkheden, Collada (.dae) bestandsimport, MrSID MG4 gecomprimeerde rasterbeeldondersteuning en meer. IntelliCAD 8.0 bevat verschillende API-verbeteringen, waaronder Teigha® Open Design Alliance (ODA) versie 3.9.1 updates en VBA 7.1-ondersteuning. ITC-leden hebben nu toegang tot de broncode voor geavanceerde componenten voor rendering en beeldverwerking [3].

- IntelliCAD 9 - introduceert native ondersteuning voor het openen, bewerken en opslaan van bestanden. Dwg 2018 IntelliCAD 9.0 verhoogt de prestaties op veel gebieden, met de meest merkbare toename in snelheid bij het opslaan van bestanden. Nu worden alleen wijzigingen opgeslagen in.dwg-bestanden, wat een uitzonderlijke snelheid biedt, vooral voor grote.dwg-bestanden die slechts een paar wijzigingen bevatten. Sommige problemen met betrekking tot het uitvoeren van IntelliCAD op Fall Creators 2017 Microsoft® Windows® 10 zijn ook opgelost. De huidige versie van de engine is de IntelliCAD 9.2A-versie, die werd uitgebracht op 9 augustus 2019. Deze versie werd geïmplementeerd in de producten van de consortiumleden op 28 januari 2020.

Nieuwe functies zijn te vinden in bijna elk gebied van IntelliCAD. Mechanische elementen weergeven, *.rcp /*.rcs-puntenwolkbestanden bijvoegen en naar.pdf exporteren met veel meer opties dan voorheen. Bouwlijnen tekenen. Teken en wijzig 3D-meshes met de nieuwe Facet Modeler-tool voor lichte 3D-tekeningen. Gebruik de camera om tekeningen te bekijken. Voeg kolommen toe aan tekst met meerdere regels. Gebruik nieuwe express-tools voor blokken, externe verwijzingen, tekst en bewerking. Stel de dimensietekst opnieuw in en wijs de dimensietekst opnieuw toe.
Voor versies van IntelliCAD-producten die werken met BIM-bestanden, kunnen gebruikers nu *.rvt /*.rfa-bestanden opnemen; snap, explodeer en beheer de weergave van categorieën, hints en views in bijgevoegde bestanden *.rvt /*.rfa; .ifc-bestanden importeren als architectonische elementen; u kunt ook AEC-elementen tekenen zoals muren, ramen, deuren, openingen en platen. Er zijn nieuwe interfacetools en -faciliteiten geïntroduceerd, zoals een opstartmenu op volledig scherm, met bestandsvoorbeeld, modus op volledig scherm, een nieuwe tool - het toolpallet.